# عباسعلی داداش‌بیگ
عباس‌علی داداش‌بیگ (۱۱۹۳ – ۵ آذر ۱۲۵۶) پدر رضاشاه و پدربزرگ محمدرضا پهلوی بود. وی پیش از تولد فرزند چهارم و واپسین خود، رضاشاه، درگذشت و از دیدار او محروم ماند.

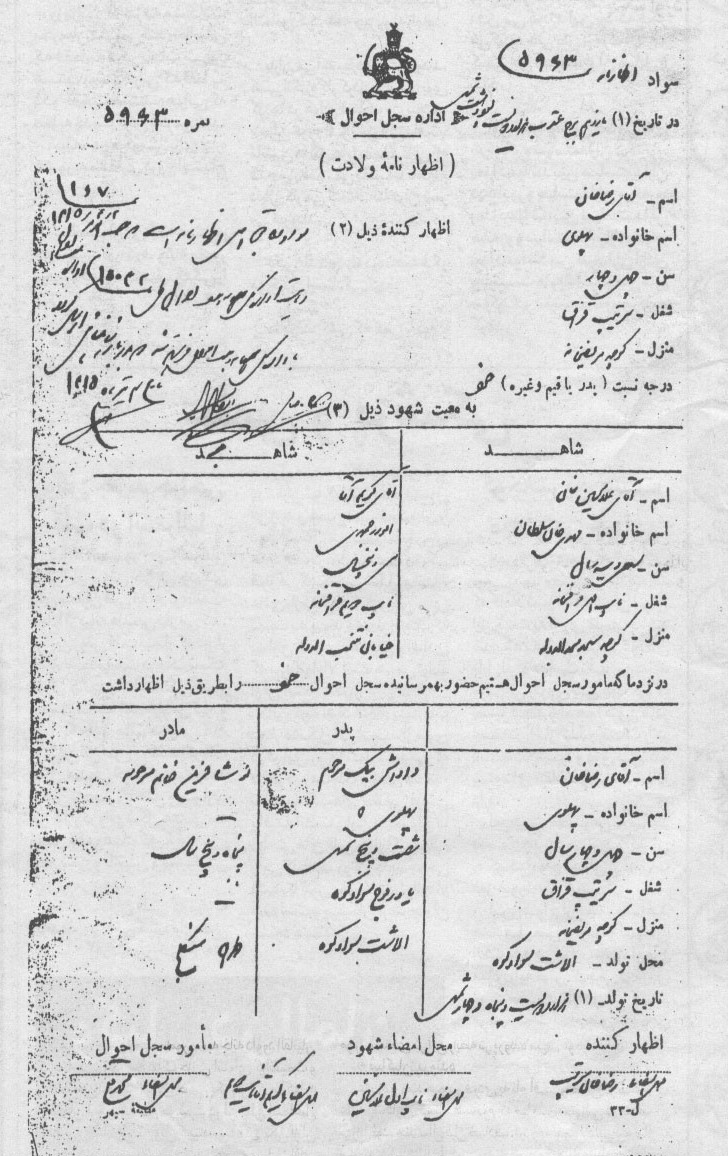
شناسنامه رضاشاه حاوی نام پدر و مادر او که در سن ۴۴ سالگی وی برایش صادر شده است.

## زندگی‌نامه
عباس‌علی داداش‌بیگ فرزند مرادعلی خان سلطان از بزرگان منطقه سوادکوه مازندران بود و در روستای آلاشت در یک خانواده پرجمعیت متولد شد. مرادعلی خان پدر بزرگ رضاشاه در سال ۱۲۱۰ قمری و در اوایل سلطنت آقامحمدخان قاجار در آلاشت بدنیا آمد و بعدها در فوج سوادکوه مشغول به خدمت شد و در سال ۱۲۷۲ هجری قمری (۱۲۳۵ خورشیدی) در جنگ هرات که با انگلیسی‌ها می‌جنگند، کشته می‌شود. سه پسر و شش دختر از او باقی ماند. چراغعلی خان، فضل‌الله خان، عباسعلی خان یاور نام پسرهای اوست. عباسعلی خان ۲ برادر و ۶ خواهر داشت. عموی وی آخوند عباسعلی نام داشت که از علمای دوران آقامحمدخان و فتحعلی‌شاه قاجار بود، پیش از آن که ازدواج کند فوت می‌کند و مرادعلی خان به یاد برادر نام فرزند خود را عباسعلی می‌گذارد و خانواده پدری هم وی را داداش بیگ به معنای آقا داداش نام می‌نهند. پدر وی به گفته برخی منابع در جنگ هرات (افغانستان) حضور داشت و در این جنگ کشته می‌شود. عباس‌علی در دوران جوانی به تهران رفت و چون اجدادش به حرفه سپاهی‌گری روی آورد. وی ابتدا با درجه نایبی در فوج سوادکوه مشغول خدمت شد و با درجه یاوری (سرگرد) بازنشسته شد و با عنوان یاور عباسعلی خان به همراه برادر بزرگترش چراغعلی خان، ریاست فوج سوادکوه در دوره حکومت ناصرالدین شاه قاجار را به عهده داشت. وی و اجدادش که همگی از پهلوانان خطه مازندران و سوادکوه بودند خدمات بسیاری به قاجاریان کردند و در دفاع از امنیت و مرزهای ایران تلاش نمودند.
عباسعلی مانند بسیاری از اهالی منطقه سوادکوه در فوج سوادکوه به حرفه سپاهی‌گری اشتغال داشت. پدر و برادران و بسیاری دیگر از نزدیکان عباسعلی خان نیز نظامی بوده و در همان فوج سوادکوه خدمت می‌کردند. عباسعلی خان با درجه یاور (معادل سرگرد) و همانند بسیاری از سوادکوهی‌های دیگر بازنشست شد و به روستایش در آلاشت بازگشت تا در قطعه زمینی که خریده بود به کشت و زرع بپردازد و در اثر کشاورزی و دامداری و کارهای جنگلی متمول شده بود و املاکی در آلاشت و بابل و دیگر نقاط داشت.
خانه اصلی عباسعلی در منطقه سیتاق آلاشت بود که در ابتدا متعلق به پدرش مرادعلی خان سلطان بود. او مدتی از سوی فوج سوادکوه به عنوان رئیس تأمینات یا نظمیه در بخش بابل‌کنار منصوب می‌شود و به همین خاطر چند سالی را در درازکلا به همراه همسرانش به‌سر می‌برد. در برخی منابع آمده است که وی چهار بار ازدواج کرد و از همسر اولش ۴ پسر (فتح‌الله، عبدالله، اسماعیل، عنایت‌الله) و ۳ دختر (خورشید، بهار، خاور) و از همسر دوم به نام «خانم کوچک» ۲ پسر (نامدار، جواد) و ۳ دختر (درّی‌جهان، نبات، حکیمه) داشت، ولی در کتاب رضاشاه از تولد تا سلطنت نوشته سید رضا نیازمند ذکر شده که وی دو بار ازدواج کرد، مرتبه اول با یکی از بستگان خود در سوادکوه و مرتبه دوم با نوش‌آفرین آیرملو دختری ۱۶ ساله از مهاجران قفقازی در تهران که بعد از ازدواج در آلاشت ساکن شدند. وی هنگامی که دومین همسرش باردار بود، برای مداوای بیماری خود به تهران رفت و در سن ۶۴ سالگی در تهران بر اثر بیماری درگذشت. چهل روز پیش از مرگ وی، نوش‌آفرین در ۲۴ اسفند ۱۲۵۶ پسری به دنیا می‌آورد که بعدها با نام رضاشاه سلسله قاجار را برانداخت و دودمان پهلوی را بنیان‌گذاری کرد. وی از همسر اول خود سه فرزند دختر به نام‌های (خورشید خانم، دُدُرخانم و نبات خانم) داشت.
محمدرضا پهلوی در کتاب مأموریت برای وطنم اینچنین آورده است: «پدرم در سال ۱۲۵۶ در استان مازندران که نزدیک بحر خزر است، پا به عرصه وجود گذاشت. او برخلاف پادشاهان قاجار که چنان‌که گفتم از نژاد ترک بودند، از خانواده ای اصیل ایرانی بود و پدر و جدش در ارتش ایران با سمت افسری خدمت کرده بودند. جد او در یکی از جنگ‌های ایران و افغانستان از خود شجاعت و رشادت مخصوصی نشان داده و پدرش فرماندهی هنگی را که در استان مازندران ساخلو داشت، عهده‌دار بود.»
مزار وی در آرامگاهی معروف به مساعدالسلطان در صحن آرامگاه ناصرالدین شاه واقع در جنوب باغ توتی و در قسمت غرب حرم شاه عبدالعظیم قرار دارد. رضاشاه هنگامی که به زیارت قبر پدرش می‌رود، در جواب پیشنهاد یکی از درباریان مبنی بر تعویض سنگ مزار کوچک پدرش می‌گوید: میل دارم سنگ قبر پدرم به همان طریق که در روز اول گذارده باقی مانده و یادگاری از آن روزها باشد.
برروی سنگ قبر این نوشته‌ها حک شده است که بعضاً با سطربندی اشتباه می‌باشد:
وفات مرحوم
مغفور رضوان جا
یگاه داداش بیک یاور
فوج سوادکوه ولدمر
حرم مرادعلی سلطان
تاریخ ذی‌الحجة الحرام
۱۲۹۵

## اصل و نسب و تبارنامه

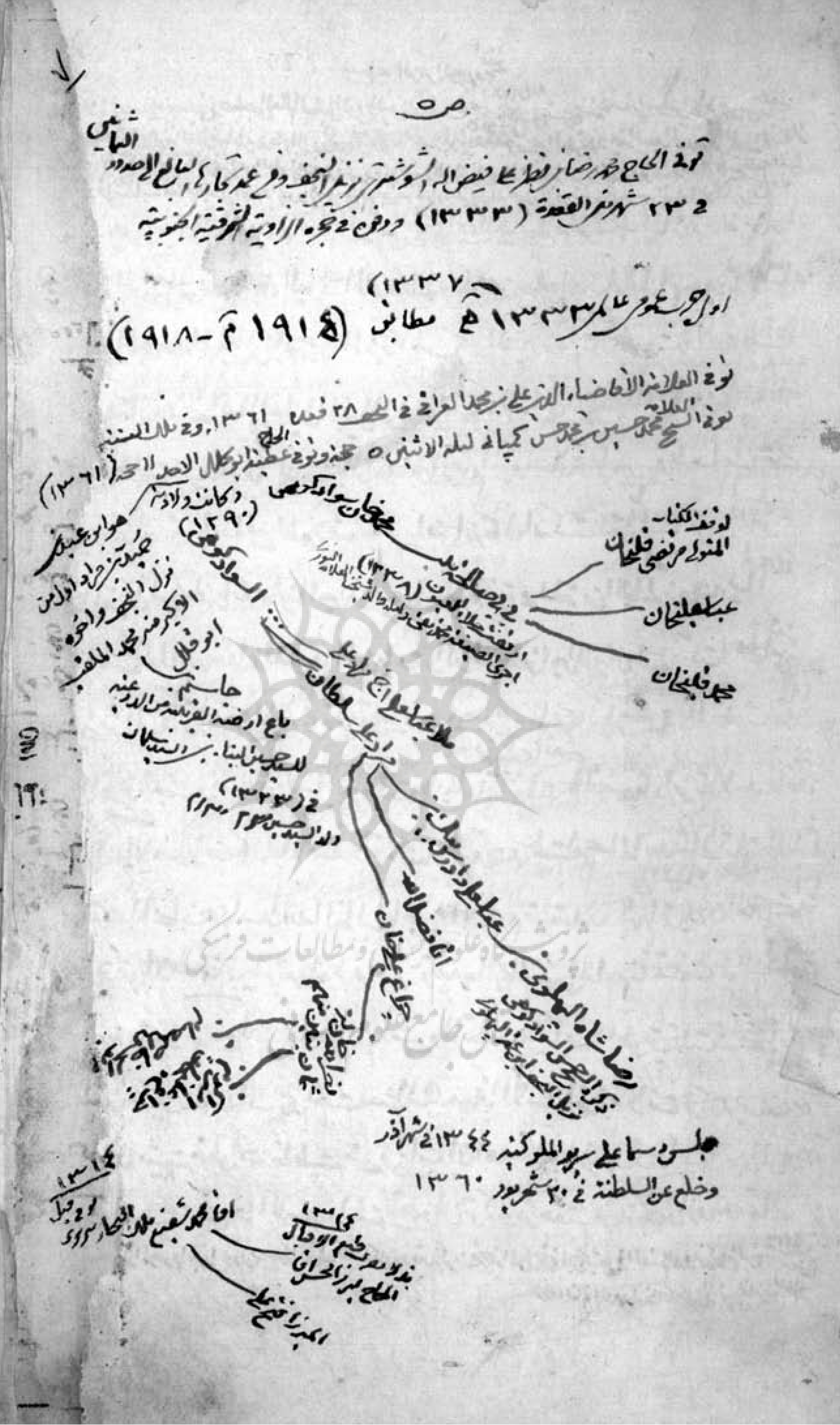
شجره‌نامه رضاشاه از کتابچه خطی منسوب به شیخ آقابزرگ تهرانی که در سال ۱۳۸۸ توسط فهرست نگار کتابخانه مجلس شورای اسلامی شناسایی و منتشر شد.

مجله «پیام بهارستان» متعلق به مرکز اسناد مجلس شورای اسلامی سندی به‌دست آمده از کتابی متعلق به شیخ آقابزرگ تهرانی را در سال ۱۳۸۸ انتشار داد که تبارنامه رضا شاه را بیان می‌کند. این سند توسط فهرست نگار مجلس شورای اسلامی سید محمد منصور طباطبایی بهبهانی اولین بار به‌دست آمد. شیخ آقابزرگ تهرانی صاحب دانشنامه الذریعه و از بزرگ‌ترین کتابشناسان ایران بوده است. در این شجره نامه که به زبان عربی نگاشته شده، نویسنده، پدر ملا عباس‌علی و مرادعلی سلطان را که پدر بزرگ رضاشاه است با عبارت «... السوادکوهی» نام می‌برد. پس از «... السوادکوهی» که نام کوچک آن ذکر نشده است به دو فرزندش اشاره شد. ملاعباس علی که محمدحسن اعتمادالسلطنه از او با عنوان «آخوند ملا عباسعلی سوادکوهی آلاشتی» نام می‌برد و از علمای عهد آغامحمد خان بود که در اوایل عصر فتحعلی شاه فوت کرد و مرادعلی سلطان که از سرکردگان نظامی بود در جنگ هرات کشته شد. از فرزندان او چراغعلی خان است که در کتابچه جمع و خرج مازندران در سال ۱۳۱۶ قمری با عنوان «چراغعلی خان سوادکوهی» آمده است و دیگری پدر رضاشاه عباسعلی داداش بیگ است. از دیگر افراد سرشناس این شجره نامه امیر اکرم است که در دوران مشروطیت به سالار حشمت ملقب بود و پس از کودتای ۳ حوت ۱۲۹۹ به امیر اکرم ملقب شد و چون نوه عموی رضاخان سردار سپه بود، حکمران مازندران شد. در دوران سلطنت رضاشاه مدتی پیشکار ولیعهد بود و در سال ۱۳۰۹ خورشیدی فوت کرد. سالار حشمت و برادرش ابوالحسن خان صمصام در دوران مظفری و عصر مشروطه از سران فوج سوادکوه بودند.

## همسران و فرزندان
در تحقیقاتی که پژوهشگران حوزه تاریخ معاصر انجام داده‌اند، چنین نتیجه گرفته‌اند که عباسعلی خان تنها دو بار ازدواج کرده است. بار اول با یکی از بستگان خود در سوادکوه و بار دوم با نوش آفرین آیرملو مادر رضا شاه در تهران.
سه فرزند اول عباسعلی خان هر سه دختر بودند. خورشید خانم که همسر یکی از روحانیون مازندران شد و پسری داشت که او را علی خان می‌خواندند که در دوران سلطنت رضاشاه پیشخدمت او بود. خورشید خانم در قریه گنج افروز بابل زندگی می‌کرد و رضاشاه هر زمان که به مازندران می‌رفت با او دیدار می‌کرد. او در میانه سلطنت رضاشاه بیمار شد و به تهران رفت و در تهران درگذشت. دُدُر خانم خواهر دوم رضاشاه بود که در مازندران می‌زیست و در جوانی فوت کرد. نبات خانم معروف به حسنی خانم سومین خواهر رضاشاه بود که با خانواده شاهرخی ازدواج کرده و در روستای دراز کلای بابل زندگی می‌کرد، بعدها به تهران آمده و مدتی سنگلج و سرای قیصریه نزدیک پامنار که محله مازندرانی‌ها بود زندگی کرد، سپس به مازندران بازگشته و در قریه گنج افروز بابل مقیم شد.

## آشنایی و ازدواج با نوش آفرین آیرملو مادر رضاشاه
آشنایی عباسعلی خان با نوش آفرین آیرملو به زمانی بازمی‌گردد که در سال‌های آخر عمرش بیمار شده و برای درمان به تهران نزد علی خان حکیم‌باشی و طبیب دستگاه کامران میرزا نایب السلطنه آمد. علی خان از مهاجران گرجی بود که بعدها وارد قزاق‌خانه شده و به علی خان دکتر معروف شده بود. عباسعلی خان در خانه علی خان بستری شد. نوش آفرین آیرملو که خواهر علی خان دکتر بود، در مدت بیماری عباسعلی خان از او پرستاری می‌کرد. عباسعلی خان دلبسته او شد و برغم بیش از ۴۰ سال اختلاف سنی، نوش آفرین شانزده ساله را به همسری گرفت. عباسعلی خان زمانی که یاور (معادل ستوان) فوج سوادکوه بود به دلیل ابتلا به بیماری درمان ناپذیر به ناچار قشون را رها کرده و با همسر جدیدش به آلاشت رفت. در آلاشت چندان به نوش آفرین خوش نمی‌گذشت چون زبان مازندرانی نمی‌دانست و خانواده عباسعلی خان و اهالی سوادکوه مازندرانی زبان بودند و تازه عروس قادر به صحبت کردن در میان خانواده شوهر نبود و خانواده و بستگان عباسعلی خان به واسطه گرجی بودن نوش آفرین بنای بدرفتاری با او می‌گذاشتند. عباسعلی خان نیز متوجه دشمنی خانواده‌اش با نوش آفرین شده بود و برای همین علی آقا (در منبع دیگر حسین) برادر نوش آفرین را که جوانی ۱۹ ساله بود برای مراقبت از همسرش از تهران به سوادکوه می‌آورد. در قدیم مازندرانی‌ها ازدواج با غیر مازندرانی را خلاف سنت و امری نکوهیده می‌دانسته و از پسر یا دختری که همسر غیر مازندرانی بستاند، خوششان نمی‌آمد و بر اساس سنت‌های منطقه، از مردان انتظار می‌رفت فقط با زنان و دختران محلی ازدواج کنند. بیماری عباسعلی خان شدت گرفت و بناچار نوش آفرین که باردار بود را به دختر سومش نبات خانم که روابط بهتری با نوش آفرین داشت سپرد و به تهران رفت و در سال ۱۲۵۶ شمسی در تهران درگذشت. نوش آفرین که در دیگر منابع دیگر از او با اسامی سکینه و زهرا یاد کرده‌اند، پس از مرگ عباسعلی ماندن در سوادکوه را صلاح نمی‌دید. پس از تولد رضاشاه در ۲۴ اسفند ۱۲۵۶ سوادکوه را به مقصد تهران ترک کرد. خواهران ناتنی رضا هر از گاهی به او و مادرش در تهران سر می‌زدند و مواد غذایی و کمک مالی برای او از سوادکوه می‌آوردند ولی جدای این، رضا و مادرش را از دارایی‌های عباسعلی خان محروم کرده بودند که سرانجام رضاشاه پس از چهل سال زمانی که به مقام سردار سپه رسید به سوادکوه رفت و ارثیه‌اش را گرفت.
خسرو معتضد نیز در این موضوع عقیده دارد که نوش آفرین قفقازی بود و بعد از کشته شدن همسر اولش قزاقخانه یک مستمری برای نوش آفرین خانم تعیین می‌کند و بعد عباسعلی خان او را به زنی می‌گیرد. از همسر پیشین خود دو اولاد به نام‌های مریم خانم و علی خان داشت. علی خان معین پزشک بود و تا درجه سرهنگی در قزاقخانه و ارتش پیش می‌رود و از دوستان امین الملک مرزبان بود و عباسعلی خان را به‌عنوان یکی از نیروهای نظامی فوج در سوادکوه معرفی می‌کند و حکاکی موجود بر سنگ قبر وی نیز تأیید می‌کند که وی در زمان فوت یاور (سرگرد) فوج سوادکوه بوده است. قدیمی‌ترین سندی که وی را از طایفه پالانی به معنی پهلوانی که در زبان مازندرانی به‌صورت پاهلونی و سپس مخفف شده و پالانی تلفظ شده، معرفی می‌کند  گزارشی است که سفارت فرانسه در تهران برای وزارت خارجه ان کشور نگاشته است.

### تصویر میرزا رضای کرمانی
خبرگزاری ایسنا در سال ۱۳۹۱ و برخی رسانه‌های دیگر؛ با انتشار تصویری از عکس معروف میرزا رضا کرمانی ضارب ناصرالدین‌شاه قاجار مدعی شدند که امنیه سیه چرده‌ای که سر زنجیر بسته شده به میرزا رضای کرمانی را در دست دارد، همان یاور عباسعلی خان پدر رضاشاه پهلوی است که از مهاجران باکو و جزء سپاه قزاق بود که به ایران آمد ولی بعداً به علت اعتیاد به مواد مخدر از قشون قزاق اخراج شد و بعداً به عنوان امنیه دولتی به خدمت کامران میرزا نایب السلطنه درآمد؛ و در مدت ۵۴ سال سلطنت پهلوی هیچ تاریخ‌نگار و نویسنده‌ای حق اشاره به این موضوع را نداشت و برای همین است که هیچ عکسی از پدر رضا شاه در آن دوران منتشر نشد. در مقابل گفته شده است ناصرالدین شاه در سال ۱۲۷۵ به‌دست میرزا رضای کرمانی ترور شد. در صورتی که پدر رضاخان در سال ۱۲۵۷ و ۱۸ سال قبل از این واقعه درگذشته بود و در ضمن پیشینه اجداد رضاخان بیانگر این واقعیت است که پدر وی اصالتاً سوادکوهی بود و هیچگاه جزء قوای قزاق نبوده است. بریگاد قزاق در سال ۱۲۵۸ بدستور ناصرالدین شاه تشکیل شد که یکسال پس از مرگ یاور عباس‌علی خان می‌باشد.

## نگارخانه

زادگاه رضا شاه در آلاشت
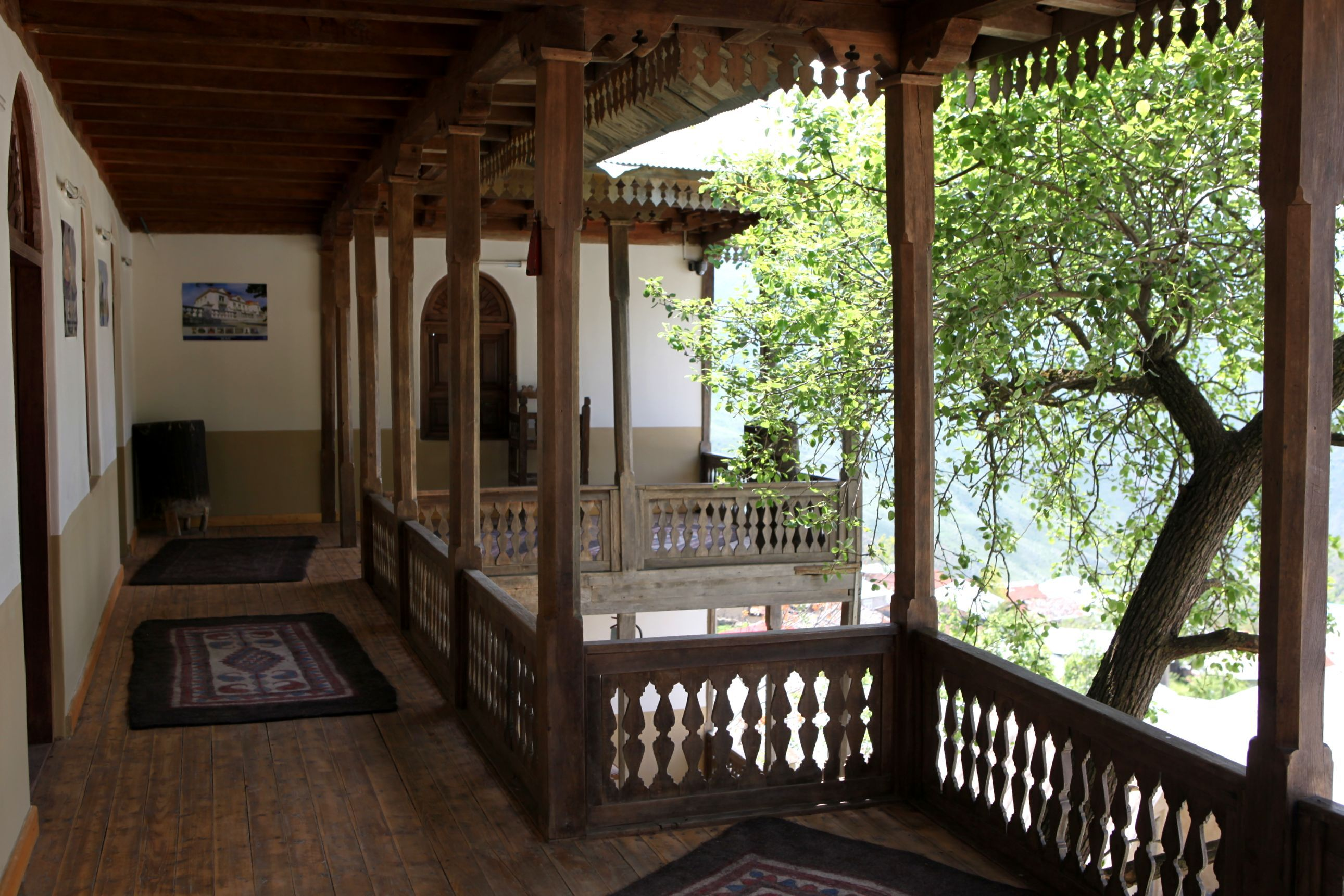
زادگاه رضاشاه
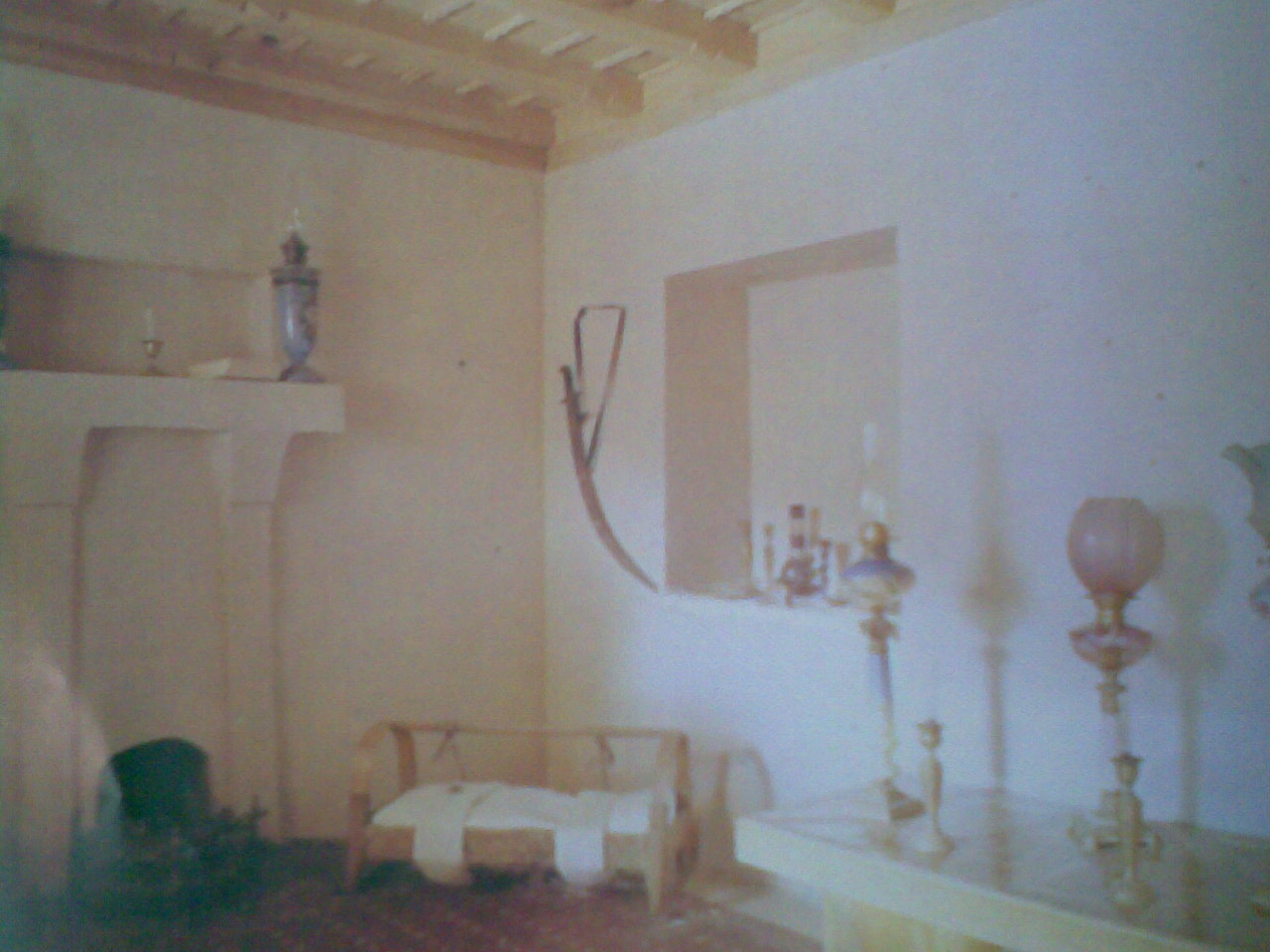
اتاق زادگاه
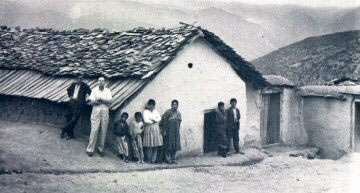
روستای آلاشت